# Dubitatio
En retórica, la dubitativo, también llamada aporesis, es una de las figuras dialécticas dentro de la clasificación de figuras literarias. Consiste en expresar una duda entre distintas posibilidades para expresar un concepto. 
Simboliza duda al momento de declarar una situación o hecho específico.
Ejemplo: “Nadie más incapaz que yo para dirigiros la palabra, pero, venciendo mi natural timidez, me atrevo a hacerlo, empujado por el entusiasmo que me posee”. 
- Datos: Q264288